# الباحثون عن الحقيقة (مسلسل)
الباحثون عن الحقيقة هو مسلسل بريطاني عُرض في عام 2020 وتدور أحداثه في إطار رُعب كوميدي، ومن بطولة نيك فروست وسايمون بيج. وقد تمّ عرض الحلقة الأولى والثانية من المسلسل في مهرجان كان للمسلسلات، في 10 أكتوبر 2020، تبعه إصدار برايم فيديو للمسلسل على في 30 أكتوبر 2020 على شبكة الإنترنت.

## قصة المسلسل
«جوس روبرتس» هو المهندس الأول في شركة سمايل (Smyle)، أكبر مُشغل لشبكات الهاتف المحمول ومزوِّد خدمة الإنترنت في بريطانيا، كما يُحقق «جوس» - في أوقات فراغه - في الظواهر الخارقة بكل حماسة. في البداية شعر «جوس» بخيبة أمل؛ عندما فرض عليه رئيسه في العمل «ديف» العمل في فريق مع الموظف الجديد «إلتون جون»، لكن سرعان ما يُشكل «جوس» و«إلتون» معًا فريقًا من الأصدقاء، ويعملان معًا على المستوى المهني في الشركة وكذا في هواية تتبُّع الخوارق، ولكن «إلتون» أقل حماسًا من «جوس» في مجال متابعة الظوهر الخارقة. على العكس من «إلتون» تهرب «أستريد» من المُستشفى بعد أن طاردتها عدة أشباح في منزلها وتبعتها في المُستشفى... وسرعان ما تتصاعد الأحداث وتزداد خطورة؛ بعد أن يكتشف فريق الباحثين عن الحقيقة مؤامرة لتدمير العالم.

## الممثلون
| الاسم           | الدور |
| --------------- | --- |
| نيك فروست       | "جوس روبرتس" مهندس شبكات لديه اهتمام بالسعيّ وراء الظواهر الخارقة، ووصف فروست شخصيته في المسلسل: «هي شخصية ضائعة، تبحث عن بعض الحقيقة في العديد من جوانب حياته.»                |
| سايمون بيج      | "ديف" رئيس "جوس" في العمل ومدير شركة "سمايل" لشبكات الهاتف المحمول ومزوِّد خدمة الإنترنت في بريطانيا                                                                             |
| روزالي كرايغ    | "إميلي روبرتس" زوجة جوس التي توفيت قبل عشر سنوات |
| مالكولم ماكدويل | "ريتشارد" والد زوجة جوس المُسن الغاضب دائماً |
| سامسون كايو     | "إلتون جون" زميل جوس الجديد في شركة "سمايل" وفي فريق تتبُّع الخوارق، وتنحصر خبراته السابقة في مجموعة متنوعة من الوظائف العشوائية وتكمن قدرته في اكتشاف الممرات السريَّة عن غير قصد |
| سوسن وكوما      | "هيلين" شقيقة إلتون، عازفة تنكُّرية خائفة وقلقة دائماً من الأماكن العامة |
| جوليان بارات    | دكتور بيتر توينبي |
| كيلي ماكدونالد  | جوجو |
| إيما دارسي      | "أستريد" امرأة مُطاردة من عدة أشباح |